# Clutorio Prisco
Clutorio Prisco, o Gaio Lutorio Prisco, (in latino Clutorius Priscus o Gaius Lutorius Priscus; ... – 21) è stato un poeta romano.

## Biografia
Prisco venne incaricato tra il 19 e il 20 di comporre un carme funebre per Germanico, l'amato figlio appena deceduto dell'imperatore Tiberio, ricevendo una grande ricompensa in denaro per il componimento.
Nel 21 l'altro erede imperiale, Druso minore, si ammalò e Prisco iniziò a comporre un poema anche per lui e lo lesse a un banchetto; quando Druso guarì, però, su proposta del console designato Decimo Aterio Agrippa, Prisco venne condannato dal Senato alla pena capitale. In sua difesa parlò solamente Manio Emilio Lepido appoggiato dall'ex console Gaio Rubellio Blando, ma il resto dei senatori approvò la mozione di Agrippa.
A seguito di questa condanna, l'imperatore Tiberio, adirato poiché il Senato non lo aveva consultato, fece prescrivere per decreto che nessuna pena capitale potesse essere resa nota o applicata prima di dieci giorni dall'approvazione in Senato, cosicché anche se assente l'imperatore avrebbe potuto confermare le decisioni della Curia prima della loro attuazione.